# Двухцветный спрео
Двухцве́тный спрео (лат. Lamprotornis bicolor) — вид певчих птиц из семейства скворцовых (Sturnidae). Подвидов нет.

## Описание
Взрослая особь данного вида достигает длины 27—28 см и веса 93—113 граммов, причём самки немного меньше самцов. Оперение глянцево-чёрного цвета, за исключением белой нижней части живота и подхвостья. Имеет белую радужную оболочку и жёлтое подклювье. Оба пола одинаковы, но у молодых особей неблестящее оперение, коричневая радужная оболочка и тускло-жёлтое подклювье. Достигают взрослого состояния примерно через 2 года.

## Питание
Двухцветный спрео — всеяден. Питается разнообразными беспозвоночными, семенами и ягодами, но в основном из насекомыми, в том числе муравьями и термитами. Также питаются насекомыми, которые беспокоят крупный рогатый скот или овец для удаления эктопаразитов.

## Размножение
Через год размножаются второй раз спустя 30-50 дней после первого выводка. Основные сезоны размножения — с сентября по январь, когда самка в одиночку насиживает яйца в течение 14–16 дней.

### Гнездо
Обычно гнездятся в туннелях на берегах рек, но также используют отверстия в зданиях, тюки соломы или отверсттия в деревьев. Строительный материал гнёзд состоит из травы, тростника, корней, шерсти, полосок бумаги, змеиной кожи и других материалови. Гнездо выстлано разнообразным растительным материалом и предметами жизнедеятельности человека, такими как бумага и верёвка.
Самка обычно откладывает четыре яйца, хотя известны кладки от двух до шести яиц. Яйца сине-зелёные.